# Chico Serra
Francisco „Chico” Serra (São Paulo, 1957. február 3. –) brazil autóversenyző.

## Pályafutása
1977-ben a Formula Ford Fesztivál győztese lett, 1979-ben brit Formula–3-as bajnok volt. 1981-ben Zeca és Affonso Giaffone társaként megnyerte Mil Milhas Brasil viadalt.
1981 és 1983 között a Formula–1-es világbajnokság harminchárom versenyén vett részt. Ebből mindössze tizennyolc alkalommal tudta magát kvalifikálni a futamokra is. Megfordult a Fittipaldi Automotive, valamint az Arrows alakulatánál is. Pontot érő pozícióban egy alkalommal végzett, 1982-ben a belga futamon hatodik lett, megszerezve egyetlen pontját a bajnokságban.

## Eredményei

### Teljes Formula–1-es eredménylistája
(Táblázat értelmezése)

(Félkövér: pole-pozícióból indult; dőlt: leggyorsabb kört futott) 

| Év   | Csapat                | Modell         | Motor       | 1      | 2      | 3      | 4      | 5      | 6      | 7      | 8      | 9      | 10     | 11     | 12     | 13     | 14     | 15     | 16     | Helyezés | Pont |
| 1981 | Fittipaldi Automotive | Fittipaldi F8C | Cosworth V8 | USW 7  | BRA Ki | ARG Ki | SMR Nk | BEL Ki | MON Nk | SPA 11 | FRA Ni | GBR Nk | GER Nk | AUT    | NED Nk | ITA Nk | CAN Nk | CPL Nk |        | -        | 0    |
| 1982 | Fittipaldi Automotive | Fittipaldi F8D | Cosworth V8 | RSA 17 | BRA Ki | USW Nk | SMR    | BEL 6  | MON Nk | DET 11 | CAN Nk | NED Ki | GBR Ki |        |        |        |        |        |        | 26.      | 1    |
| 1982 | Fittipaldi Automotive | Fittipaldi F9  | Cosworth V8 |        |        |        |        |        |        |        |        |        |        | FRA Nk | GER 11 | AUT 7  | SUI Nk | ITA 11 | CPL Nk | 26.      | 1    |
| 1983 | Arrows Racing Team    | Arrows A6      | Cosworth V8 | BRA 9  | USW    | FRA Ki | SMR 8  | MON 7  | BEL    | DET    | CAN    | GBR    | GER    | AUT    | NED    | ITA    | EUR    | RSA    |        | -        | 0    |

## Külső hivatkozások
- Hivatalos honlapja (portugálul)
- Profilja a grandprix.com honlapon (angolul)
- Profilja a statsf1.com honlapon (angolul)